# Metroport
Metroport – polska grupa współpracujących ze sobą operatorów ISP. Oferuje poszczególnym operatorom dostęp do internetu, własną platformę telewizji IPTV Metro TV oraz usługi telefoniczne.  
Telewizja kablowa do operatorów dostarczana jest za pomocą łączy internetowych. Realizacja techniczna oparta jest na IPTV, a sygnał telewizyjny przesyłany jest za pomocą protokołu IP. 
W I kwartale 2015 roku konsorcjum Metroport tworzyła grupa 35 współpracujących operatorów ISP z terenu całej Polski. 